# Белетристика
Белетристика (од фр. belles lettres), француски назив за лепу књижевност. Појам белетристика обухвата врло широко све књижевне уметничке врсте, чак и реторику и есејистику, одвајајући их од стручне и научне литературе. Ипак, у скоријој критичкој литератури белетристика је углавном ознака за приповедани део лепе књижевности (романе и новеле), док се за стихована књижевна дела радије користи назив поезија или песништво.
Произлази из сегмента тржишта књига ”Belles-lettres”. Подручје је настало у 17. веку између тржишта научне литературе (Lettres, у правом смислу речи публикације) и тржишта јефтиних, углавном врло једноставно обликованих књига за ”обичне људе“.

## Развој
Након прелаза у 18. век белетристика је укључивала широк распон жанрова фикција за читаоце који су били мање заинтересовани за стручно учење него за публикације на тадашњи француски начин, које су се тада читале у целој Европи.
Својевремено као и у данашње време су политички мемоари, романи, часописи, поезија, класичари из античког доба у савременим преводима најтраженији.